# Futbolo klubas Žalgiris 2017
Questa voce raccoglie le informazioni riguardanti il Futbolo klubas Žalgiris nelle competizioni ufficiali della stagione 2017.

## Rosa
| N. |                                 | Ruolo | Calciatore          |
| -- | ------------------------------- | ----- | ------------------- |
| 1  | Lituania (bandiera)             | P     | Armantas Vitkauskas |
| 2  | Lituania (bandiera)             | D     | Linas Klimavičius   |
| 3  | Lituania (bandiera)             | D     | Georgas Freidgeimas |
| 5  | Paesi Bassi (bandiera)          | D     | Donovan Slijngard   |
| 6  | Senegal (bandiera)              | D     | Mamadou Mbodj       |
| 7  | Croazia (bandiera)              | C     | Slavko Blagojević   |
| 8  | Lituania (bandiera)             | D     | Egidijus Vaitkūnas  |
| 9  | Bosnia ed Erzegovina (bandiera) | A     | Bahrudin Atajić     |
| 10 | Lituania (bandiera)             | A     | Darvydas Šernas     |
| 11 | Serbia (bandiera)               | A     | Komnen Andrić       |
| 13 | Lituania (bandiera)             | C     | Saulius Mikoliūnas  |
| 14 | Lituania (bandiera)             | C     | Karolis Uzėla       |

| N. |                     | Ruolo | Calciatore          |
| -- | ------------------- | ----- | ------------------- |
| 16 | Mali (bandiera)     | C     | Mahamane Traoré     |
| 21 | Lituania (bandiera) | C     | Vytautas Lukša      |
| 22 | Lituania (bandiera) | C     | Justas Lasickas     |
| 23 | Lituania (bandiera) | D     | Rolandas Baravykas  |
| 27 | Serbia (bandiera)   | C     | Matija Ljujić       |
| 28 | Lituania (bandiera) | A     | Julius Momkus       |
| 30 | Lituania (bandiera) | P     | Airidas Mickevičius |
| 35 | Lituania (bandiera) | P     | Pijus Petkevičius   |
| 71 | Lituania (bandiera) | D     | Jonas Skinderis     |
| 75 | Lituania (bandiera) | C     | Ernestas Stočkūnas  |
| 80 | Brasile (bandiera)  | A     | Elivelto            |
| 88 | Lituania (bandiera) | C     | Mantas Kuklys       |